# Theodor Escherich
Theodor Escherich (Ansbach, Baviera, 29 de novembre de 1857 - Viena, 15 de febrer de 1911) va ser un pediatre austro-alemany i professor a les universitats de Múnic, Graz i Viena.
Theodor Escherich es doctorà en medicina el 1881. Al principi es va dedicar a l'estudi de la bacteriologia. Va descobrir el colibacteri o bacterium coli el 1885, anomenat després Escherichia coli en honor seu, i en determinà les seves propietats.
El 1890, Escherich es va convertir en professor de pediatria de la Universitat Franz-Karl de Graz i el 1894 en catedràtic en aquesta àrea de la medicina. El 1902 va exercir de professor de pediatria a Viena, on va dirigir el Santa-Anna-Kinderspital (Hospital Infantil de Santa Anna).
Escherich es va fer famós el 1903 quan va fundar el Säuglingsschutz (Societat per la defensa dels Infants) i va fer una gran campanya per promoure l'alletament matern.